# Erwin Goßlar
Erwin Goßlar (* 23. November 1926) ist ein ehemaliger deutscher Fußballspieler, der für den FC Bayern München in der Oberliga Süd aktiv war.

## Karriere
Goßlar bestritt als Stürmer in der Saison 1948/49 für den FC Bayern München ein Freundschaftsspiel und lediglich ein einziges Punktspiel in der seinerzeit höchsten deutschen Spielklasse. Am 16. Januar 1949 (15. Spieltag) verlor er mit seiner Mannschaft im Stadion an der Grünwalder Straße der Fußballabteilung der TSG Ulm 1846 mit 1:3; einziger Torschütze der Bayern war Hans Hädelt mit dem Treffer zum Endstand in der 87. Minute.